# Centrale hydroélectrique de Partenstein
La centrale de Partenstein est la plus ancienne centrale hydroélectrique d’Autriche. Elle se trouve dans le Mühlviertel, au sud de Kleinzell im Mühlkreis, non loin de la confluence de la Große Mühl et du Danube. Sa mise en service, en 1924, s'est accompagnée d'une révision des règlements d'électricité en vigueur, étant donné sa puissance. Malgré divers changement matériels, elle est depuis longtemps surclassée par les plus grosses centrales hydroélectriques du pays.

## Historique
En 1924, après cinq années de travaux, la centrale était inaugurée. Avec une puissance effective de 29,5 MW pour une puissance nominale de 88 GWh/an, c'était alors la plus grosse d'Autriche. Les deux turbines Francis verticales à aubes courbes avaient été coulées, livrées et installées par la Sté Voith de St. Pölten. Ses deux génératrices synchrones Siemens, refroidies à l'air, étaient fixées aux turbines et placées juste au-dessus.
Les locaux techniques, qui abritent les turbines génératrices et le transformateur 110 kV, ont été conçus comme une ossature en béton armé, selon le style dépouillé du Jugendstil tardif, sur des plans de l'architecte Mauriz Balzarek. La fontaine baroque, à l'ouest de la centrale, et une statue de Jean Népomucène, près de la passerelle, sont tout ce qui reste du château de Langhalsen, enseveli à la mise en eau.
La mise en service de la centrale hydroélectrique d'Aschach (1962–1964) s'étant accompagnée d'un relèvement de 10 m de la ligne d'eau du Danube, il était nécessaire de rehausser les turbines Francis de Partenstein, ce qui fut l'occasion d'installer une troisième turbine comme appoint. Le rendement électrique passa ainsi à 33,8 MW avec une production ordinaire de 102 GWh/an.
Depuis 1997, la centrale, y compris le barrage et les évacuateurs et les annexes sont gérés par un automate central. Le déport du contrôle-commande à la centrale de pompage-turbinage de Ranna date de 2012. Aujourd'hui, la centrale de Partenstein, comme toutes les centrales hydroélectriques d’Energie AG, est gérée par le PC hydroélectrique de Gmunden.

## Le barrage et le lac de retenue de Langhalsen-Neufelden
Le lac de retenue de la centrale hydroélectrique (48° 29,19′ N, 13° 60′ E) a été mis en eau en 1924. Il s'est formé grâce à la construction d'un barrage-poids haut de 17 m et un couronnement long de 117 m en travers de la vallée de la Grosse Mühl, au nord du village de Neufelden. C'est un ouvrage en pierres de carrière couvertes d'un parement en moellons de granit appareillés. Le barrage comporte deux déversoirs et une vanne de fond comme évacuateurs de crue.
Le lac de Langhalsen, aussi dénommé lac de Neufelden, d'une capacité de 736 000 m3, fait référence au village de Langhalsen et à son château, noyés en 1923-24 lors de la création de la retenue du barrage. Le lac occupe la vallée du Großer Mühl de Neufelden au château de Pürnstein.

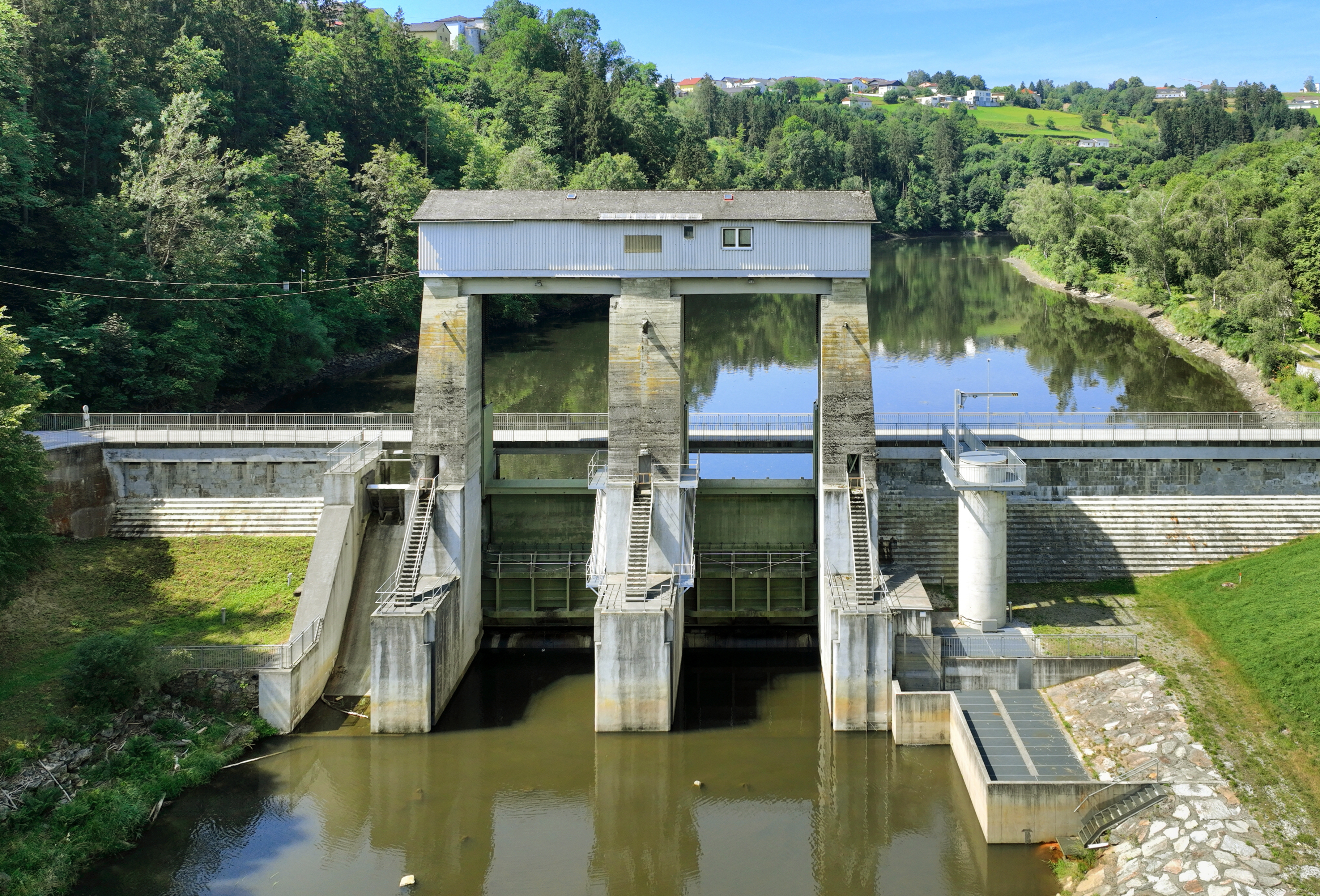
Aval du barrage Neufelden.
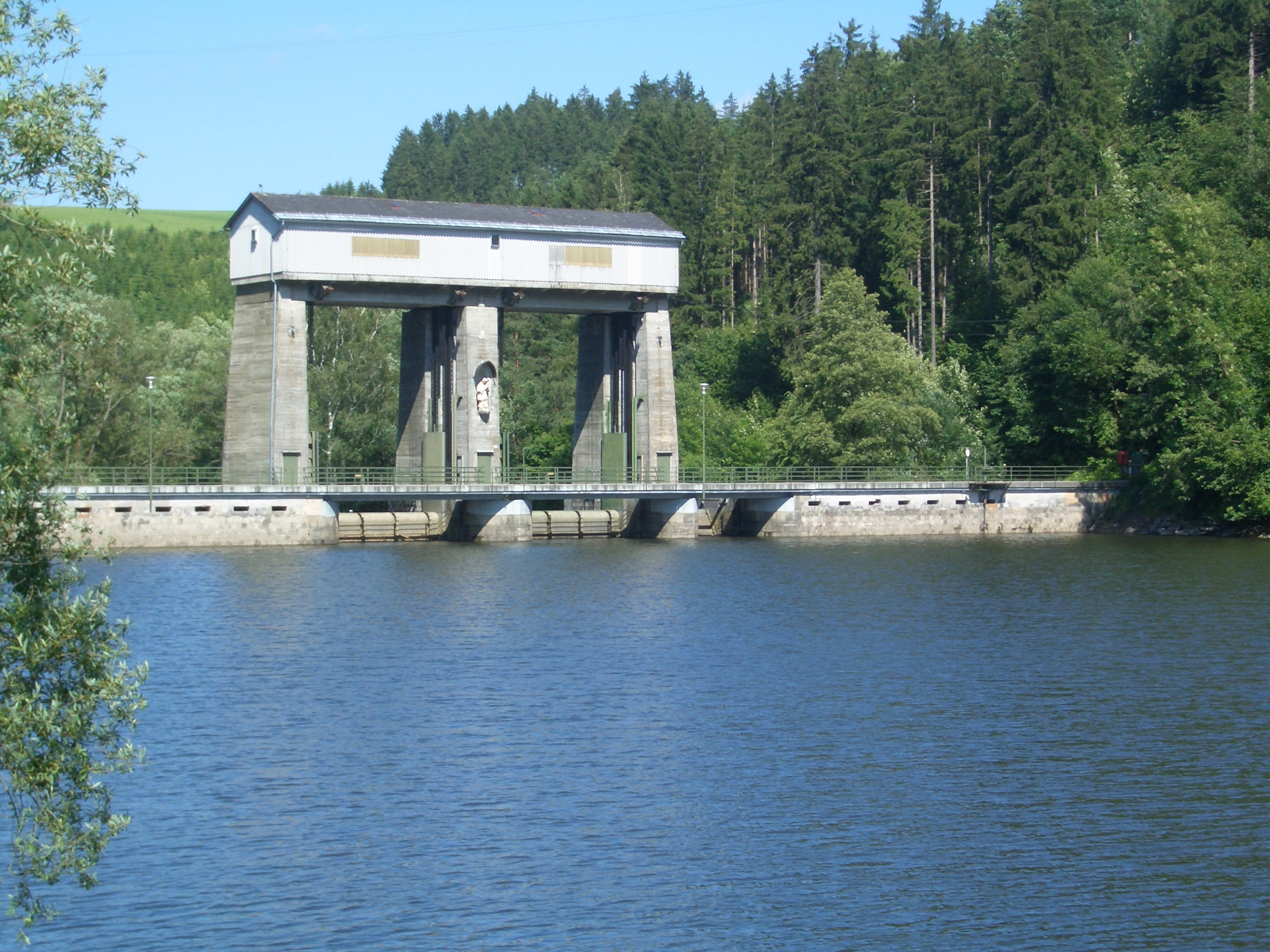
Le lac de retenue et le couronnement amont du barrage de Neufelden.

## La chute d'eau et les conduites d'amenée
Depuis le dégrilleur en rive sud du lac, on peut accéder à un passage souterrain : une galerie taillée au rocher de section circulaire, longue de 5,6 km et de 2,80 m de diamètre. Elle chemine vers le sud d'abord en contrebas de Neufelden, puis après un court passage à ciel ouvert, débouche au-dessus de la vallée de la Mühl ; enfin elle remonte depuis le contrebas du village de Kleinzell jusqu'à une clairière surplombant la centrale, sur un plateau abrupt du Mühlviertel (550 m), surplombant de 170 m les gorges du Danube. La galerie abrite une cheminée d'équilibre aboutissant à un château d'eau, qui permet de détourner l'eau des conduites de la centrale et d'éviter ainsi les coups de bélier, comme il s'en produit à l'arrêt brutal des turbines.
Cette conduite de prise d'eau, la première assemblée par soudage (et non par rivets) en Autriche, traverse par une coulée les coteaux boisés de la vallée de la Grosse Mühl. Elle transporte l'essentiel de l'eau qui alimente les turbines (ou est évacuée par des vannes à boisseau en cas de maintenance) dans la centrale, un étage au-dessous des générateurs. La conduite, d'une longueur de 371 m, se termine par un convergent d'un diamètre intérieur final de 1,70 m. Dans sa section exposée à l'air libre, elle est protégée de la corrosion par un revêtement interne et externe et ancrée au terrain abrupt à intervalles régulier. En amont des turbines, une fraction du débit d'amenée est soutiré à une cote dépassant de 30 m celle de la centrale pour le refroidissement des machines. Le débit est de 26 m3/s pour une chute effective de 176,2 m et une chute nominale de 165,5 m.

## Turbines et machinerie
Le pertuis principal (M1-M2) est équipé de deux turbines Francis à axe vertical, d'une puissance de 19,6 MW chacune, et de deux générateurs synchrones à courant continu de 21,5 MVA chacun.
Ces turbines, équipées chacune d'une vanne à boisseau sphérique, actionnent les générateurs qui les surmontent par une bride à corps ondulé. Les aimants inducteurs des générateurs se trouvent également à l'étage supérieur du bâtiment des machines. La vitesse de rotation des rotors est de 600 tr/min; la tension délivrée par les générateurs, refroidis à l'air, est de 5,5 kV.
Le courant est transmis sous cette tension de 5,5 kV depuis le boîtier de connexion au poste électrique voisin par des rails en aluminium blanc, chemisés par des isolateurs en céramique au passage des cloisons. C'est dans le poste électrique qu'est assurée la mise à la masse protégeant les installations (directive Bütow pour l'isolation électrique). Le transfert du courant vers les lignes haute-tension de 110 kV du réseau fédéral est assuré par des câbles 6 conducteurs.

## Voir également